# 农村包围城市
农村包围城市是毛澤東提出的一個主張，毛澤東認為中國共產黨應立足農村開闢根據地，等聲勢壯大後再攻佔城市。毛澤東這一主張與中國共產黨成立初期以城市為中心發展工人運動有所不同。
1928年5月、10月，毛泽东召开湘赣边界中共第一、第二次代表大会，在會議上毛澤東提出工农武装割据。1928年10月5日，毛澤東在《中国的红色政权为什么能够存在？》中強調要進行工农武装割据。后来毛泽东於1928年11月25日在《井冈山的斗争》和1930年1月5日的《星星之火，可以燎原》等文章中，进一步总结了各地红军、红色政权和农村革命根据地建设的经验，指出中国革命的发展规律是：将党的工作重点从城市转入农村，在农村开展游击战争，深入进行土地革命，推翻当地的白色政权，建立红色政权，把落后的农村变为先进的革命根据地；依托这样的农村革命根据地去反对依靠城市进攻农村的凶恶的敌人，并进而以农村包围城市，以便在长期战斗中逐步锻炼、积累、发展革命力量，逐步削弱敌人的力量；直到敌大我小、敌强我弱变成我大敌小、我强敌弱时，再攻占中心城市，夺取全国革命的胜利。

## 反對意見
1928年2月，共產國際執行委員會第九次扩大全会作出《共产国际关于中国问题的议决案》，反對中國共產黨進行游擊戰，要求其奪取城市。3月，中共湘南特委代表周鲁来到宁冈处分毛泽东，批评毛泽东不進攻城市是“右倾逃跑”，命令其率主力前往湘南配合進攻城市的暴动。6月，共产国际领导人布哈林在中共六大上作报告，依舊認為中國共產黨应奪取城市，反对在农村建立根据地。
1930年5月，中共中央理论刊物《红旗》以“记者”名义发表文章，批评农村包围城市這一观点违反了馬克思主張的“无产阶级是革命的领导者，农民是无产阶级的同盟者”。6月，李立三在《新的革命高潮与一省或几省的首先胜利》一文中指出农村包围城市是一种极错误的观念，并坚持主張直接進攻中心城市。

## 流行文化
中国歌手崔健于2005年发布的摇滚说唱歌曲《农村包围城市》的歌名引用了该术语。